# 川上常郎
川上 常郎（かわかみ つねろう、1872年8月13日〈明治5年7月10日〉 - 1954年〈昭和29年〉11月16日）は、明治時代後期から昭和時代初期の朝鮮総督府官僚。大蔵官僚。実業家。平安北道長官。東洋拓殖理事。正四位。勲三等瑞宝章。

## 経歴
川上與吉の三男、川上楽次の弟として、愛媛県宇摩郡、のちの二名村大字余木（川之江町、川之江市を経て現四国中央市）に生まれる。小学校高等科四級を卒業し、宇摩郡役所雇となり、1890年（明治23年）上京する。1897年（明治30年）東京専門学校邦語政治科を卒業し、大蔵省に奉職。高等文官試験に合格し税務官となり税務監督局長に累進した。のち朝鮮総督府に出仕し土地整理局長を経て、平安北道長官に就任した。
官を辞した後は東京市小石川区に居を構え実業界に転じ、帝国地方行政学会取締役、朝鮮電気興業監査役、東亜勧業、東洋畜産興業、朝鮮肥料、満蒙毛織各重役および東洋拓殖理事を歴任した。